# Walther-Werke

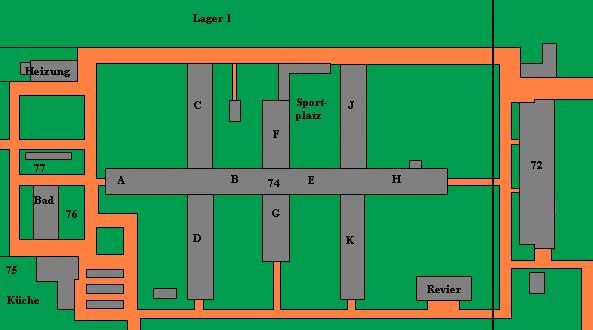
Pianta del campo, 1945

Walther-Werke fu una fabbrica e campo di concentramento di Neuengamme presso Amburgo, durante la seconda guerra mondiale. L'azienda Carl Walther di Zella-Mehlis produsse qui i fucili utilizzati dalle forze armate naziste; i lavoratori erano gli stessi prigionieri del campo.

## Deutsche Ausrüstungswerke (Fabbriche tedesche di equipaggiamenti)
Sullo stesso sito si trovavano gli edifici della DAW, una fabbrica delle SS, ove venivano sfruttati i prigionieri.

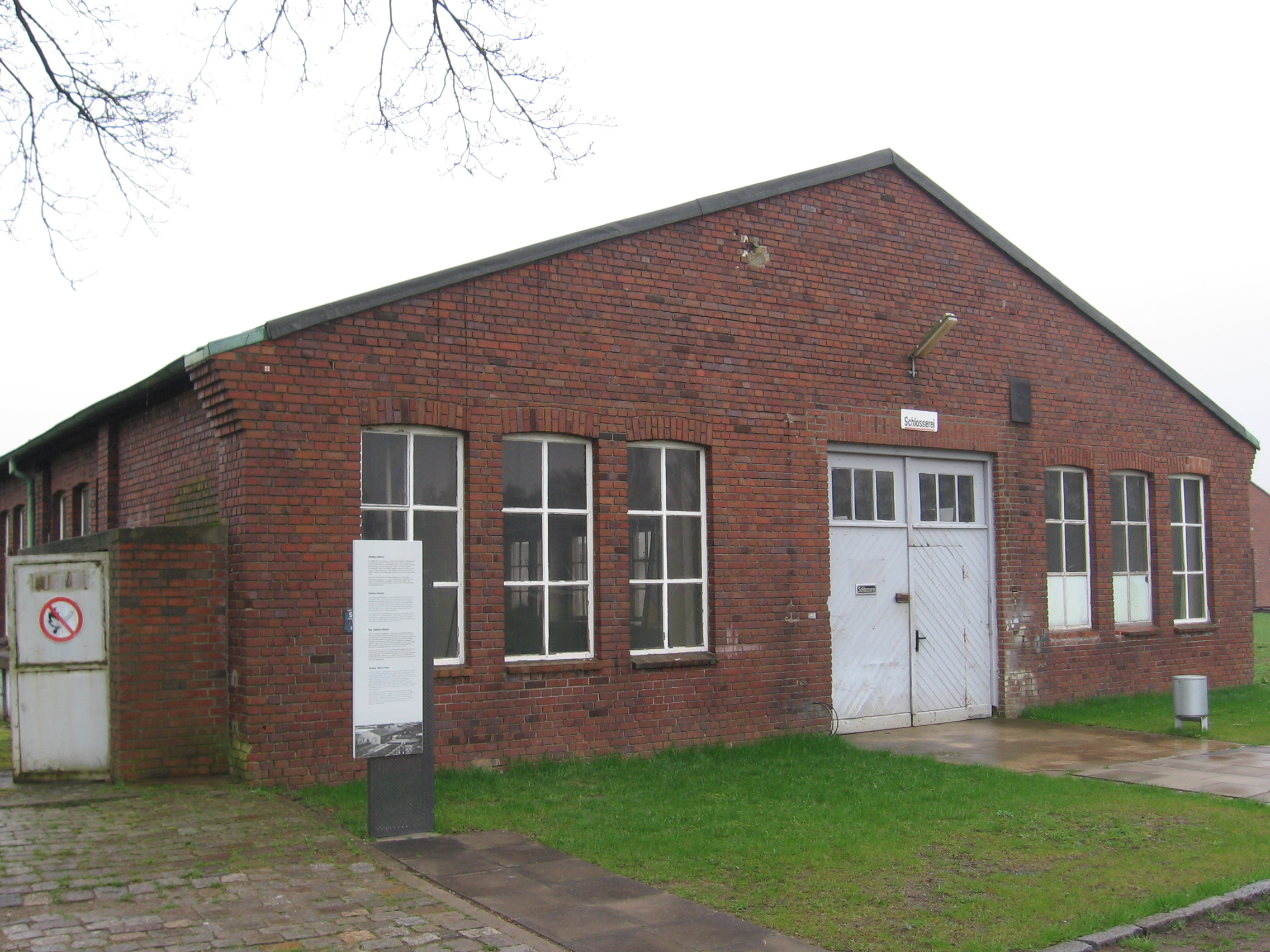
Officina della Walther-Werkes

La DAW-Werkstätten a Neuengamme fu impostata nel 1943. Delle baracche non rimane nulla. La Hammerwerk con le fucine non fu mai messa in funzione.
La falegnameria, officina e fucina occupavano circa 350 prigionieri. Furono realizzate attrezzature per le truppe delle SS e per altri reparti.
La fabbrica aveva una propria linea ferroviaria.

### Flechtkommando
Nel Flechtkommando circa 1.000 Muselmänner, vecchi, deboli e malati furono impiegati per la fabbricazione di ceste, stuoie. Per produrre di più venivano puniti fisicamente.

### Fabbricazione di scarpe
Un Kommando aveva il compito di prendere le scarpe dei caduti nei campi di concentramento. I britannici scoprirono nel 1945 che Neuengamme era un campo di sterminio.

## Dopo il 1945
Dopo la guerra, le parti della Walther-Werke vennero convertite in laboratori per imprese locali. Fatta eccezione per la vecchia centrale elettrica, gli edifici rimanenti sono stati demoliti.

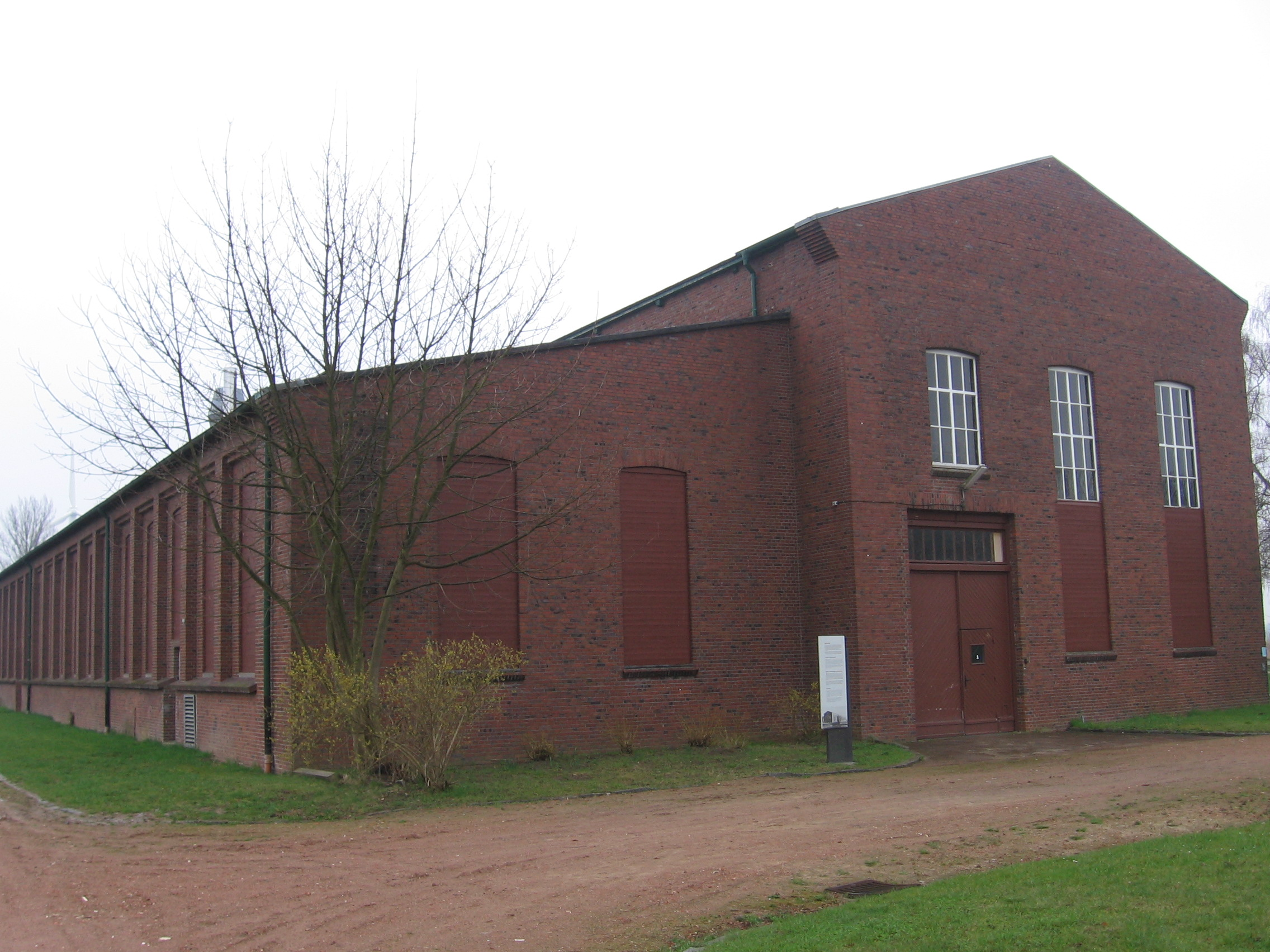
Hammerwerk nell'aprile 2006

L'Hammerwerk fu acquisito da un teatro di Amburgo per lo stoccaggio di materiale.

## La Walther-Werke nel campo di concentramento di Neuengamme
Negli anni novanta sono stati trasformati in monumento.